# Gran Depresión (1873-1896)
La Gran Depresión de 1873 fue una crisis económica de alcance mundial, que se hizo sentir con mayor intensidad en Europa y Estados Unidos, que habían estado bajo un fuerte ciclo de crecimiento económico alimentado por la Segunda revolución industrial y el fin de la Guerra civil de Estados Unidos. En aquella época este fenómeno fue denominado la Gran Depresión, y así se lo conoció hasta que ocurrió la Gran Depresión durante la década de 1930. Aunque fue un período de deflación generalizada y bajo crecimiento que comenzó en 1873 (finalizando hacia 1896), no tuvo las características brutales de "regresión económica y quiebras espectaculares" que se observaron durante la Gran Depresión.
Fue especialmente evidente en Europa Occidental y América del Norte, en parte porque existen registros de información y datos confiables de este período para estas regiones del mundo. A menudo se considera que el Reino Unido fue el país golpeado con mayor intensidad; durante este período perdió su posición de liderazgo en varios campos industriales frente a las economías de Europa Continental.   Mientras tuvo lugar, la opinión generalizada fue que la economía del Reino Unido había estado en depresión continua desde 1873 hasta 1896 y algunos textos se refieren a este período como la Gran Depresión de 1873–96.
En los Estados Unidos, los economistas denominan a la Gran Depresión de 1873 Long Depression (traducido literalmente, Depresión prolongada). Fue disparada por el Pánico de 1873, siendo seguido por el Pánico de 1893, cerrando el amplio período de la Gran Depresión de 1873. El National Bureau of Economic Research es de la opinión de que la contracción que siguió al pánico se prolongó desde octubre de 1873 hasta marzo de 1879.  Con una duración de 65 meses, es la contracción más prolongada identificada por el NBER, eclipsando los 43 meses de contracción de la Gran Depresión. Luego del pánico, la economía comenzó un período de crecimiento rápido, durante el cual Estados Unidos creció a las tasas más elevadas de la historia en las décadas de 1870 y 1880.